# Hogna teteana
Hogna teteana este o specie de păianjeni din genul Hogna, familia Lycosidae, descrisă de Roewer, 1959.
Este endemică în Mozambic. Conform Catalogue of Life specia Hogna teteana nu are subspecii cunoscute.